# Julián Martínez Díaz
Julián Martínez Díaz (¿?, c. 1672-Cuenca, agosto de 1729) fue un compositor y maestro de capilla español.

## Vida
Julián Martínez Díaz nació en lugar desconocido hacia 1672. Al parecer estudió con el maestro Alonso Suárez, aunque Lothar Siemens no menciona si en Cuenca o en Sevilla. Suárez trató de colocar a su discípulo en la Catedral de El Burgo de Osma en 1692, ya que el magisterio había quedado vacante tras la partida de Tomás Micieces, el menor. Y a pesar de que Martínez Díaz realizó una brillante oposición, el cabildo lo consideró demasiado joven con 18 años. La edad mínima para obtener una ración era de 21 años.
Tras el fallecimiento de Alonso Suárez el 26 de junio de 1696, el magisterio de la Catedral de Cuenca quedó vacante, además de la rectoría del colegio de infantes de San José. El cabildo conquense ofreció en julio el cargo a Matías Juan de Veana, en ese momento, maestro de capilla del Convento de la Encarnación de Madrid, que no lo aceptó. Posteriormente se ofreció a Antonio de Literes en agosto de 1696 y a Crisanto Jacinto Escobar en octubre de ese año. Escobar incluso realizó unas oposiciones, pero sin éxito. Al no encontrar candidatos a su gusto, el cabildo decidió alargar el plazo de presentación hasta febrero de 1697, mientras que se solicitaban las composiciones necesarias para las fiestas navideñas a Martínez Díaz, en ese momento maestro de capilla de la Colegiata de Jerez de la Frontera.

El discípulo de Alonso Xuárez y maestro de capilla de la Catedral de Jerez, Julián Martínez Díaz, envía al cabildo algunas obras para la fiesta de Navidad.
Actas capitulares de la Catedral de Cuenca, 30 de septiembre de 1696

Finalmente se realizaría otra oposición el 23 de febrero de 1697, en la que Martínez Díaz se enfrentó a Jacinto Escobar, el maestro de la Catedral de Teruel; el maestro de Liria (Valencia); y otro músico de Valencia. Martínez Díaz ganó las oposiciones y se le contrató con un salario de 200 ducados y 24 fanegas de trigo, más 30 ducados por dar lección a los infantes.
Durante su estancia en Cuenca fue maestro de los Nebra, José, Javier y Joaquín Ignacio. El padre, José Antonio Nebra Mezquita, había sido nombrado organista primero de la Catedral de Cuenca en 1711 y se había trasladado con toda la familia a la  ciudad. Sus hijos se formaron en el Colegio de Infantes de San José, donde aprendieron el órgano con su padre y composición con el maestro Martínez Díaz.
Permaneció en el cargo de forma ininterrumpida hasta su fallecimiento en Cuenca, agosto de 1729. Cinco años antes, en 1724, ya había renunciado a la enseñanza de los infantes, la rectoría del Colegio pasó a Manuel de la Calle. La vacante del magisterio fue ocupada por José Antonio Nebra Mezquita, el organista. Martínez Díaz fue enterrado en la Catedral de Cuenca, junto al altar de la Piedad.

## Obra
- Amar sin ver, es puro querer, villancico al Santísimo Sacramento, a siete voces y acompañamiento;
- Aparta, aparta, afuera, afuera, villancico a san Julián, obispo de Cuenca, a cuatro voces y acompañamiento;
- Atención a la jácara, villancico de Navidad, a seis voces y acompañamiento;
- Atención a las voces del cielo, villancico al Santísimo Sacramento, a siete voces y acompañamiento;
- Atención que es un lazo que estrecha la mejor ocasión, villancico al Santísimo Sacramento, a siete voces y acompañamiento;
- Beatus vir (1694), salmo de Vísperas, a ocho voces y acompañamiento;
- Beatus vir, salmo de Vísperas, a diez voces y acompañamiento;
- Con varias mercadurías, villancico al Nacimiento, a ocho voces y acompañamiento;
- Cum invocarem, Completas, a ocho voces y acompañamiento;
- Cum sublebaste, motete de difuntos, a seis voces y acompañamiento;
- Del nombre de María (1723), villancico a Nuestra Señora, a tres voces y acompañamiento;
- Del puerto rico de gloria, villancico a Nuestra Señora de las Mercedes, a ocho voces y acompañamiento;
- Dixit Dominus, Vísperas, a ocho voces y órgano;
- Dominum formidabunt, motete, a ocho voces y acompañamiento;
- El monarca más grande, el rey más celestial, villancico al Santísimo Sacramento, a doce voces y acompañamiento;
- El fuego, la nieve, villancico al Santísimo, a cuatro voces y acompañamiento;
- Exultate et invocate, motete a Nuestra Señora, a siete voces y acompañamiento;
- Favus distilans labia tua, motete a Nuestra Señora, acompañamiento;
- Gaudent in coelis, motete, a ocho voces y órgano;
- Ha de la obscura (1720), Villancico de calenda, a ocho voces y acompañamiento;
- Hei mihi Domine (1721), motete para las honras del obispo Miguel Olmo, a seis voces y acompañamiento;
- A la palestra florida venid (1723), villancico, a once voces y acompañamiento;
- A la siega, villancico al Santísimo, a ocho voces y acompañamiento;
- Ala, ala caballeros (1725), villancico al Santísimo, a seis voces y acompañamiento.[1]